# 孙机
孙机（1929年9月28日—2023年6月15日），男，山东青岛人，中国文物学家、考古学家，中国国家博物馆研究馆员，中央文史研究馆馆员。

## 生平
1949年11月，在北京市总工会工作。1950年，调入北京市总工会宣传部文艺科。1951年，师从沈从文，学习中国古代服饰历史，并协助整理中国铜镜。1955年，考入北京大学历史系考古专业，师从宿白研究。1960年毕业于北京大学历史系。
1979年，调入中国历史博物馆考古部。1986年，评为研究员。1990年，被中华人民共和国文化部聘任为国家文物鉴定委员会委员。2023年6月15日，因新冠病毒併發症去世。

## 著作
主要著作有《汉代物质文化资料图说》、《中国古舆服论丛》、《中国圣火——中国古文物与东西文化交流中的若干问题》、《孙机谈文物》等。